# Лайм (залив)
Лайм (англ. Lyme Bay) — часть Ла-Манша вдающаяся в юго-западную часть острова Великобритания, омывает английские графства Дорсет и Девон и ограничивается заливом Старт на западе и островом Портленд на востоке.

## Геология
Залив Лайм расположен в области со слабой гравитацией. Залив представляет собой котловину толщиной не менее 1 км, образованную в мезозойскую эру. Антиклиналь пролегает примерно с востока на запад через всю котловину.
Береговая линия залива в составе Юрского побережья отнесена ЮНЕСКО к объектам Всемирного наследия в Великобритании.

## Экология
В заливе рыболовецкие суда с помощью донных тралов ведут добычу гребешков. Такой вид ловли нанёс вред донным организмам, так например, снизилась популяция кораллов Eunicella verrucosa. В 2008 году в соответствии с договорённостями между рыбаками и экологами был запрещён вылов бентоса тралами на 60 квадратных милях (206 квадратных км) залива.